# Chacun son alibi
Pour plus de détails, voir Fiche technique et Distribution.
Chacun son alibi (Crimen)  est un film franco-italien réalisé par Mario Camerini, sorti en 1960.
Le film a bénéficié d'un casting de stars : Alberto Sordi, Vittorio Gassman, Nino Manfredi, Dorian Gray, Franca Valeri, Silvana Mangano, Sylva Koscina et Bernard Blier. 

## Synopsis
Trois couples de Romains empruntent le train pour se rendre à Monte-Carlo : Franzetti (Alberto Sordi), joueur impénitent, et son épouse Eleonora (Dorian Gray) ; des artisans-coiffeurs, les Capretti (Vittorio Gassman et Silvana Mangano) ; deux pauvres citoyens, Quirino et Giovanna Filonzi (Nino Manfredi et Franca Valeri) qui, après avoir retrouvé un basset, espèrent bien en recevoir une récompense. Or, la maîtresse du chien en question vient précisément d'être assassinée. La hantise d'être soupçonnés conduit le couple Filonzi à accumuler les mensonges. Au point qu'ils finissent par être accusés du crime. 
La situation n'est guère meilleure pour les autres : les Capretti constatent que leur valise a abrité le cadavre de la dame, tandis que Franzetti, ayant à nouveau trompé sa femme, émet de faux aveux. Fort heureusement, la police parviendra à les innocenter. Hélas, dans le wagon du retour, un autre meurtre non élucidé les mettra dans l'embarras.

## Fiche technique
- Titre en français : Chacun son alibi
- Titre original : Crimen
- Réalisation : Mario Camerini
- Scénario : Giorgio Arlorio, Oreste Biancoli, Rodolfo Sonego, Stefano Strucchi, Luciano Vincenzoni
- Photographie : Gianni Di Venanzo
- Montage : Giuliana Attenni
- Musique : Pino Calvi
- Décors : Piero Gherardi
- Costumes : Lucia Mirisola
- Effets spéciaux : Giuliano Laurenti
- Producteur : Dino De Laurentiis
- Sociétés de production : Dino De Laurentiis Cinematografica, Orsay Films
- Pays :  Italie |  France
- Langue originale : Italien
- Genre : Comédie policière
- Format : Noir et blanc, 35 mm, son mono (Westrex Recording System), rapport de forme : 2.35 : 1
- Durée : 124 minutes (2 h 4) (2 950 m)
- Dates de sortie :
  - Italie : 13 décembre 1960
  - France : 7 juin 1961
  - Allemagne de l'Ouest : 6 octobre 1961

## Distribution
- Alberto Sordi : Alberto Franzetti
- Vittorio Gassman : Remo Capretti
- Nino Manfredi : Quirino Filonzi
- Dorian Gray : Eleonora Franzetti
- Franca Valeri : Giovanna Filonzi
- Silvana Mangano : Marina Colucci Capretti
- Sylva Koscina : Carolina
- Iga Cembrzyńska
- Bernard Blier : le commissaire de police
- Georges Rivière : Gaston, l'amant d'Eleonora
- Geo Montax : Lamberto, l'adjoint du commissaire
- Jacques Francel : Jean
- Tino Scotti : Fiorenzo, le propriétaire du salon de coiffure
- Giulio Tomasini : Giambattista
- Michele Riccardini : Luciano, un voyageur dans le train
- Piero Gerlini : le policier monégasque
- Consalvo Basili : Egidio, le valet
- Bianca Castagnetta : Caterina, la femme de chambre
- Lamberto Antinori : Mario
- Mario Meniconi : Francesco
- Filomena : le chien teckel

## Reprises
Il a fait l'objet de deux remakes : 
- l'un italien, situé à Venise, réalisé par le même Mario Camerini et mettant en vedette Gastone Moschin, Enrico Montesano, Alighiero Noschese et Gianrico Tedeschi, sorti en 1971 sous le titre Io non vedo, tu non parli, lui non sente ;
- un autre américain, également situé à Monte-Carlo, réalisé par l'acteur Eugene Levy et interprété par John Candy, James Belushi, Cybill Shepherd, Ornella Muti et Giancarlo Giannini, sorti en 1992 avec le titre Once Upon a Crime....